# قره كوي
قره كوي (بالتركية: Karaköy)‏ حي سكني تقع إدارياً ضمن بك أوغلي في تركيا. تعتمد قره كوي للبريد على الرمز البريدي 34425 وللاتصالات على رمز الاتصال الهاتفي المحلي 0-212.